# Plounévez-Quintin
Plounévez-Quintin (tiếng Breton: Plounevez-Kintin) là một xã của tỉnh Côtes-d’Armor, thuộc vùng Bretagne, tây bắc Pháp.

## Dân số
Người dân ở Plounévez-Quintin được gọi là Plounévéziens.